# Terminologia baleeiro Açoriano
A canoa baleeira Açoriana foi inspirada nas principais caraterísticas da embarcação da Nova Inglaterra, esta herança refletia a experiência e conhecimento adquiridos quando embarcados nos navios baleeiros da Nova Inglaterra. Do contato com essa cultura resultou um conjunto de termos náuticos que passariam por via do seu portuguesismo a fazer parte do léxico das comunidades baleeiras Açorianas.

## Glossário baleeiro Açoriano
- Arpão - Utensílio utilizado para arpoar o cachalote, feito em ferro, com uma ponta móvel aguçada com rebarba, encastrada num cabo de madeira (da terminologia inglesa «arpoon», ou o arpoador de «harpooner»)
- Alvaçuz - Prancha transversal com entalhe côncavo sendo ou não descentrado e almofadado, que servia de apoio à coxa do arpoador quando desferia o lançamento.
- Batedor - Ou caneco, instrumento que servia para esgotar a água acumulada na embarcação.
- Blequesquine  Referência à cor escura do dorso do cachalote, (pele negra na terminologia inglesa «black skin»)
- Bòquelites - (ou bòquelines), duas peças de madeira mais rija com forma côncava, fixadas perto da proa por forma que uma vez arpoada a "baleia", a linha não atingisse a tripulação. (ganchos da proa - da terminologia inglesa «bow-cleats»)
- Bombo - (nalgumas ilhas conhecido por bume ou bomo) Verga em madeira que servia para içar a vela do bote, (pau na terminologia náutica inglesa «boom»)
- Bote - Embarcação em madeira, desenvolvida a partir das utilizadas por barcos Americanos, que balearam nos Açores.(deriva da origem inglesa «boat»)
- Bule - Baleia macho de grande porte, rondando os vinte metros de envergadura, normalmente solitária. (Touro da terminologia inglesa «bull»)
- Cafe - (Ou cafre) é uma baleia juvenil, normalmente ainda não desmamada. (bezerro na terminologia inglesa «calf»)
- Canoa - Outra designação do bote baleeiro do léxico inglês «canoe»)
- Choque - Entalhe no bico da proa normalmente revestido de metal, podia abrigar uma roldana de latão onde corria a linha (cabo) presa à baleia, uma vez arpoada a baleia, o cabo corria sob tensão vindo da popa. (da terminologia inglesa «chocks»)
- Choruópe - (ou chotuópe) Cabo preso ao segundo arpão (cabo curto - da terminologia inglesa «short warp»)
- Clites - Corruptela fónica do inglês "cleats", usado na terminologia de algumas ilhas com o mesmo significado de "Bòquelites".
- Espato - (ou bufo) expiração característica dos cetáceos (aproximação língua inglesa, verbo «spout» de jorro)
- Espeiro - (ou espeide) Peça de metal, com lâmina frontal muito afiada que servia para cortar a baleia ou o seu toucinho, designavam ainda de cortadeira, (espada - da terminologia inglesa «spade»).
- Estanol - (ou stanó) Remo operado na popa pelo oficial do bote, quando se manobrava a remos ou pás, dando mais manobrabilidade à embarcação, (remo de popa - da terminologia inglesa «stern-oar»)
- Estepe - Orifício numa peça de madeira colocada no fundo do bote que serve para assentar a base do mastro quando erguido.
- Estrapes - Cabos em sisal que serviam para espiar o mastro do bote.
- Gafo - (ou cafe) Verga em madeira que servia para içar  e manter a vela do bote corretamente configurada, (carangueja - da terminologia náutica inglesa «gaff»).
- Galandréu - Dobradiça da peça articulada com o banco principal devidamente reforçado, onde se introduz o mastro (enora) permitindo a sua rápida arriagem na faina de caça.
- Giba - (ou gibra) Vela ou (pano), pequeno de forma triangular, ligada ao mastro, com uma pequena retranca móvel de madeira, manobrada pelo trancador (terminologia náutica inglesa «jib»).
- Logaête - (ou lagalête) Toro em madeira rija torneado e fixado verticalmente na popa da embarcação para controlar a tensão e velocidade de saída do cabo ligado ao cachalote arpoado, (cabeça do cepo - da terminologia inglesa «logger head»).
- Lança -Artefato de ferro tubular com ponta espalmada de forma losangular, vértices laterais arredondados e pontiagudo, afiado nos dois lados posteriores, encastrado num cabo de madeira com cabo, que servia para matar o cachalote à borda da embarcação, palavra de origem latina mas utilizada na língua das tripulações baleeiras americanas «lance».
- Lançuópe - Cabo de ligação ao bote para recuperação da lança, após os lançamentos (corda da lança - da terminologia inglesa «lance warp»)
- Oficial - Nome dado ao timoneiro do bote, posto mais elevado na hierarquia da embarcação, este cargo só era reconhecido por exame efetuado por um júri reconhecido oficialmente "Carta de mestre baleeiro",  patente utilizada também nos navios baleeiros americanos «officer».
- Pás - Pequenos remos utilizados para manobras mais restritas, auxiliar na navegação à vela com vento fraco, operados pela tripulação voltada para a proa, uma réplica aproximada das pagaias simples americanas, (da terminologia inglesa «paddles»).
- Pêla - (ou pêlo) Balde de madeira para molhar a corda quando a baleia "corria" ou retirar água do bote, (balde da terminologia inglesa «pail»)
- Queiques - Recipientes de forma circular truncado em madeira com dois furos, para transportar a água potável nos botes baleeiros, (barril pequeno da terminologia inglesa «keg»)
- Remadores - Tripulação quando utilizada na deslocação do bote com remos, por norma em número de seis onde se incluía o trancador, era-lhes exigido a "cédula marítima".
- Rigar - Arte de armar ou aparelhar o bote baleeiro, (equipar da terminologia inglesa «rig»).
- Rinzar - Vem da terminologia náutica "rizar" ou seja reduzir a área vélica, era executada encurtando a faixa de vela junto ao  "bombo".
- Rolotas - (ou roloques) são forquilhas ou forquetas, peça no início de ferro e posteriormente moldada em bronze em forma de "U" curvilíneo unido na base por um pino, quando montada na borda do bote servia para encaixar os remos, (forqueta da terminologia inglesa «rowlock»).
- Sòtabordo - Peça móvel em madeira encastrada verticalmente na quilha, para minimizar a deriva do bote quando navegava à bolina, poucos botes a possuíam, (da terminologia náutica americana «centerboard» ou inglesa «centreboard»).
- Selhas de linha - Dois vasos redondos em madeira, onde sem cada uma se guardavam cerca de cento e cinquenta braças de cabo de sisal enrolado, usado para controlar o ímpeto do cachalote arpoado.
- Trancador - É o homem que arremessa o arpão para baleia a ser caçada, função executada somente por um encartado com carta de arpoador, depois de ter passado por provas teórica e prática, perante dois mestres baleeiros e um membro da capitania local.
- Vela - Comummente designada de "pano",  têm uma área vélica considerável com formato de triângulo truncado no mastro, formava um triângulo perfeito quando hasteada conjuntamente com a "giba", era montada em duas vergas de madeira, a superior que servia para a içar e manter oblíqua em relação ao mastro e a verga inferior para orientar a vela em relação ao vento.